# Цибик Юрій Романович
Ю́рій Рома́нович Цибик (4 квітня 1978, Львів, СРСР) — український футболіст, гравець у футзал. Захисник львівських клубів «Львівгаз» та «Княжий ринок», в якому також є граючим тренером.

## Біографія
Юрій Цибик народився 4 квітня 1978 р. у м. Львові. З 1985 по 1995 рр. займався футболом і закінчив школу СДЮШОР «Карпати» (Львів). У 1996-2001 рр. навчався в НУ «Львівська політехніка». В 1997 році розпочав виступи у міні-футболі, де грав на першість м. Львова за команди «ЛатГал» (1997-98 рр.), «Локомотив» (1998-2000 рр.). В 2000 р. перейшов у команду «Прем'єр-Груп», котра в сезоні 2001-2002 виступала в першій лізі чемпіонату України. В 2002 р. перейшов в команду МФК «Тайм» (Львів), котра виступала в 2-й лізі чемпіонату України. Разом з командою пройшов горнило 2-ї та 1-ї ліг і в сезоні 2004/2005 дебютував у вищій лізі чемпіонату України. В сезоні 2008/2009 відіграв друге коло чемпіонату України за команду «Кардинал» (на умовах оренди). По закінченні сезону 2008/2009 перейшов у команду першої ліги «Динамо» (Львів), у складі якої став чемпіоном України серед команд першої ліги з міні-футболу, але через слабке фінансування команда припинила своє існування. З 2010 р. є граючим тренером команди «Княжий ринок» (Львів) у чемпіонаті Львівської області з міні-футболу (чемпіон області 2011 р.), зараз команда виступає в Аматорській лізі Львова. З 2011 р. почав суміщати виступи за «Княжий ринок» та за команду «Львівгаз» у чемпіонаті Львівської області з футзалу.

## Титули та досягнення
- Чемпіон України у першій лізі: 2010
- Чемпіон Львівської області з футзалу: 2011